# Kiszewko
Kiszewko [pronunciación en polaco: /kiˈʂɛfkɔ/] es un pueblo ubicado en el municipio (gmina) de Oborniki, en el distrito de Oborniki, voivodato de Gran Polonia (Polonia). Según el censo de 2011, tiene una población de 162 habitantes.
Está situado aproximadamente a 14 kilómetros al noroeste de Oborniki y a 39 kilómetros al noroeste de la capital regional, Poznań.

## Enlacex externos
- Esta obra contiene una traducción  derivada de «Kiszewko» de Wikipedia en inglés, concretamente de esta versión, publicada por sus editores bajo la Licencia de documentación libre de GNU y la Licencia Creative Commons Atribución-CompartirIgual 4.0 Internacional.

- Datos: Q6417363